# Actio auctoritatis
Die actio auctoritatis (auctoritas: Gewährschaft) bezeichnete bereits im altzivilen römischen Recht die Gewährleistungspflicht des durch Mancipatio veräußernden Verkäufers für Rechtsmängel.
Die auctoritas ist rechtshistorisch eine besondere Haftung, da sie weder von den Beteiligten ausdrücklich begründet werden musste noch in irgendeiner Weise in dem Geschäft, das sie hervorrief, zum Ausdruck kam. Vielmehr ging aus der Mancipatio für den Verkäufer ipso iure die Verpflichtung hervor, den Erwerber vor dem Verlust des verkauften Gegenstands zu bewahren, der durch geltend gemachte Eigentumsrechte Dritter drohte. Zu diesem Zweck trat der Veräußerer der Sache dem Erwerber in dessen gegen ihn durch den Dritten angestrengten Prozess als „Verstärker“ für dessen Rechtsstellung bei, um Beweise für sein ursprüngliches Eigentumsrecht zu liefern.
Die auctoritas-Haftung geht auf eine frühe Verankerung in den XII Tafeln zurück. Im Rahmen der Vulgarisierung des postdiokletianischen Rechtsdenkens wurden Rechtsgeschäfte zur Eigentumsübertragung im formal-manzipatorischen Stil aus den Rechtsordnungen getilgt, sodass die Klage, ausweislich der 533 publizierten Digesten, hinfällig wurde.